# 문학비평
문학비평(文學批評, 독일어: Literarkritik)은 성경 해석을 위한 역사비평적 방법의 하나로, 성경 본문을 문헌적 기원과 구성의 관점에서 분석하는 도구이다. 본문의 필사 이전 형태, 문서적 전거(자료) 및 그 내부의 일관성을 살펴보며, 본문 내에 존재하는 명백하거나 겉보기에 불일치하는 요소들에 대한 설명을 제시하는 것이 목적이다.

## 기본 개념
문학비평의 출발점은 원래의 문맥 구조 내에서 나타나는 단절 또는 불연속성이다. 이는 본래 하나의 유기적 텍스트로 여겨지는 문장에서 단절을 만들어내는 현상으로, 문학비평적 관찰 대상으로 간주된다. 대표적인 예시는 다음과 같다.
- 내용이 거의 유사하지만 세부사항이 다른 중복된 서술
- 조화를 이루지 못하거나 모순되는 정보
- 결여된 배경 정보
- 일관되지 않은 용어 사용

이러한 단절은 독자가 본문을 하나의 통일된 텍스트로 받아들이는 것을 어렵게 하는 요소들이다. 그러나 현대 본문에 이러한 요소가 포함되어있으므로, 문학비평은 이러한 관찰을 설명할 수 있는 본문 발전 모델을 제안한다.
예를 들어, 창세기에서는 어떤 부분에서는 신을 야훼(YHWH)로, 다른 부분에서는 엘로힘으로 지칭하며, 또 다른 부분에서는 두 명칭이 혼합되어 사용된다. 이와 같은 언어 사용상의 차이를 근거로 문학비평은 창세기가 서로 다른 두 문서 전통, 즉 야훼 문서(J)와 엘로힘 문서(E)를 바탕으로 구성되었으며, 이 두 자료가 나중에 결합되었다는 가설을 제시한다.
진위 비평(Echtheitskritik)은 일부 학자들에 의해 문예비평의 하위 영역으로 간주되기도 하고, 독립적인 범주로 보기도 한다. 이에 따라 본문비평과 문학비평의 구분 역시 학자들 사이에서 의견이 일치하지 않는다. 구전 전통을 분석하는 일반적인 전승비평(Überlieferungskritik)과는 달리, 문서화된 전승 형태를 중심으로 텍스트를 분석한다.

## 역사
근대 문학비평은 18세기와 19세기에 성서 본문들 사이에서 발견되는 (겉보기거나 실제적인) 모순, 긴장, 중복, 그리고 언어적 차이들을 설명하려는 필요에서 출발하였다.
문학비평적 관찰은 이미 고대 교회 시대부터 존재했지만, 그 당시에는 아직 본질적인 문제로 간주되지 않았다. 오리게네스에게 있어 복음서들 간의 모순은 독자가 성서의 문자적 의미가 아니라 영적 의미에 주목해야 함을 보여주는 것이었다. 반면 아우구스티누스는 복음서들 간의 조화를 입증하려 하였다.
계몽주의 시대에 역사적 자의식이 일깨워지면서, 성경 주석가들은 자신들이 발견한 모순에 대해 역사적인 설명을 제공하려 하였다. 이와 더불어 이제는 가장 오래되고 본래적인 자료들을 밝혀내는 것이 목표가 되었으며, 이들 자료에는 최고의 역사적 가치가 부여되었다.
오랫동안의 목표는 다양한 편집 단계에 속한 본문들을 가능한 한 문자 그대로 재구성하는 것이었다. 그러나 오늘날 많은 주석가들은 하나의 성서 본문에 존재했을 수 있는 여러 전단계들을 문자적으로 재구성하는 데에서 점차 벗어나고 있다. 그 이유는 자료 구분의 기준이 부분적으로 매우 주관적이며, 상충되는 문학비평적 가설들이 지나치게 많아졌기 때문이다.

## 결론
문학비평으로부터 도출된 결론들은 과거에도 지금도 종종 논란의 대상이 되어왔다. 그 예로 19세기에 발전한 공관복음서의 '두 자료 가설'을 들 수 있다. 이 이론에 따르면 마태복음과 누가복음은 서로 독립적으로 두 가지 동일한 자료, 즉 마가복음과 예수의 말씀들을 담은 가상의 문서 자료인 Q자료를 사용했다는 것이다.
반면, 오경에 대한 문서가설은 오늘날에 이르러서는 거의 해체된 상태이다.

## 방법론
H. 슈바이처(H. Schweizer)는 1988년 논문 「문학비평」(Literarkritik)에서 이 방법론에 대한 보다 정제된 이해를 제시했다.
이는 W. 리히터(W. Richter)가 1971년 『문학학으로서의 주해(Exegese als Literaturwissenschaft)』에서 (당시의 “표준적 시각”과 대조적으로) 제시했던 내용을 발전시킨 것이다. 이런 점에서 “새로운”이라는 수식은 점점 상대화된다. 하지만 여전히 최신 논문들에서도 “중복/반복”이라는 개념을 두고 당혹스럽게 논의되고 있다. 적어도 이러한 점은 1971년 이후로는 극복된 것으로 간주될 수 있을 것이다. 진보는 느리다.
문학비평적 분석은 다음의 다섯 단계를 순서대로 수행한다. 이전 단계로 돌아가지는 않는다.
1. 독해의 어려움 포괄적으로 수집하기: 다양한 범주에 따라 이루어진다(아래 참조).
2. 최소 독해 단위(MLE) 표시하기: 이해에 어려움이 수집된 후, 문제가 없었던 부분을 표시한다. 이러한 부분은 일관된 것으로 간주될 수 있으며, 이를 ‘최소 독해 단위’(MLE: Minimale Leseeinheiten)라고 부른다. 주의할 점은: 1단계의 관찰만으로는 어떠한 문학비평적 결론도 내려지지 않으며, 가설 역시 설정하지 않는다.
3. 문학비평적 단절 가능성 평가하기: 인접한 최소 독해 단위(MLE)들 사이에서 1단계에서 수집된 독해상의 어려움이 무엇이었는지를 분석한다. 단 하나의 문제만 있다면, 이는 스타일상 정당한 것으로 간주되어 해석될 수 있다. 그러나 두 개 이상의 문제가 있다면, 이들 MLE 사이에 문학비평적인 단절이 존재할 가능성이 높다고 본다. 이러한 단절에서 다음 단절까지를 하나의 부분 텍스트로 간주한다(경우에 따라 여러 MLE 포함 가능).
4. 더 광범위한 관찰 인식하기: 지금까지는 인접한 부분 텍스트들 사이의 상호 배제 관계만 파악되었다. 이제 질문은 다음과 같다: 멀리 떨어진 텍스트들 사이에서도 불일치가 있는가? 즉, 1단계에서의 더 넓은 범위의 관찰 중 아직 고려되지 않은 것이 있는가?
5. 일관된 층으로 구성하기: 이제 – 텍스트의 상태가 허락하는 한 – 이들 부분 텍스트들을 하나의 일관된 층으로 구성할 수 있게 된다. 이와 구별되는 후속 편집 작업은 별도로 다룬다.

### 1단계 상세 – 독해의 어려움 포괄적으로 수집하기
독해의 어려움은 다음과 같은 기준들에 따라 텍스트에서 수집된다. 이때 중요한 것은 독자가 문장을 따라 순차적으로 읽어가며 수집해야 한다는 점이다. 텍스트는 방향성을 가진 힘, 즉 순차적으로 중요한 내용을 펼쳐나가는 매체이다. 텍스트는 임의로 이곳저곳을 발췌해 사용할 수 있는 ‘채석장’이 아니다.
여기서 주목하는 것은 이른바 “사실적” 불일치가 아니라 언어적으로 맞물리지 않는 정보들이다. 이유는 다음과 같다:
- “언어 대 사실”이라는 이분법은 쓸 수 없다. 이른바 ‘사실’도 언어를 통해 매개된다.
- 저자는 자신이 중요하다고 여긴 정보들을 제공할 자유가 있다. 다른 본문과 상충될 수 있으며, 그럴 경우 그 문체적 이유를 파악해야 한다.

핵심은 해당 텍스트가 제공하는 정보들의 내적 일관성이다. 이때의 판단 기준은 해당 부분 이전까지의 본문이며, 아직 읽지 않은 다음 구절이나 다른 본문을 참조하는 것은 금지된다.
다른 자료에서 가져온 높은 수준의 주제 기준은 허용되지 않는다. 저자는 자신이 중요하다고 여기는 내용을 자유롭게 펼칠 수 있어야 하며, 독자는 이를 따라갈 수 있어야 한다. 사고의 전개는 복잡할 수 있지만, 지나치게 문법적·문체적 교란으로 인해 의사소통이 단절되어서는 안 된다. 문학비평은 바로 이러한 문제 지점을 밝혀내는 데 초점을 맞춘다.

### 허용된 기준들
다음 기준들은 수집된 독해의 어려움들을 분류할 수 있는 범주이다:
1. 반복/중복: 같은 정보가 두 번 등장하는 경우. 이야기 흐름상 왜 반복이 되는지 바로 이해되지 않는다. 이때 두 용어는 아직은 동의어로 간주되지 않는다. 나중에 문체적으로 정당화될 수 있다면 '반복'이라 부르고, 불편함이 계속된다면 '문학비평적으로 의미 있는 중복'이라 부른다.
2. 용어의 비구분성:  동일한 어휘로 이미 알려진 내용을 다시 말하는 경우.
3. 용어의 차이: 같은 인물이나 사물을 지칭하는 데 서로 다른 단어가 사용되는 경우. 예: 요셉 이야기에서 아버지를 "이스라엘"이라고도, "야곱"이라고도 함.
4. 내용상의 긴장: 처음 제시된 정보에 뒤이은 정보들이 조화되지 않으며, 이야기 흐름상 부자연스럽거나 충격적으로 느껴짐.
5. 불분명한 대명사 지시: 대명사가 사용되었지만, 그 참조 대상이 문맥상 명확하지 않음(선행 문맥에 여러 후보가 있음).
6. 불분명한 지시: (직전 항목 외에도) 문장의 의미 이해에 필요한 정보가 주변에 없거나 무관한 정보만 있음. 예: 표시 없이 주어가 바뀌는 경우 – 앞 문장에서 제시된 주어가 계속되는 듯 보이지만 실제로는 바뀌었을 가능성이 있음.
7. 문맥 연결의 문제: 하나의 장면이 묘사된 후, 매끄러운 전환 없이 전혀 다른 장면이 갑자기 이어짐. 예: ♭ 이후의 장 전환. 또 다른 예로는, 한 장의 끝에서 인물이 죽어가는 듯하다가 다음 장에서 다시 건강해져서 활동하는 경우가 있음.

장과 장 사이의 전환도, 개별 문장 간의 전환과 똑같은 방식으로 분석되어야 한다. 왜냐하면 고대의 원문에는 오늘날의 장 구분이 존재하지 않았기 때문이다. 레닌그라드 사본 등에는 문단 표시만이 일부 구별되어 나타난다.

## 참고 문헌
- Otto Merk: Literarkritik II: Neues Testament. In: 신학백과사전 (TRE). Band 21, de Gruyter, Berlin / New York 1991, ISBN 3-11-012952-3, S. 222–233. DOI:10.1515/9783110871395-001
- Ludwig Schmidt: Literarkritik I: Altes Testament. In: 신학백과사전 (TRE). Band 21, de Gruyter, Berlin / New York 1991, ISBN 3-11-012952-3, S. 211–222. DOI:10.1515/9783110871395-001temp